# Maxine Kumin

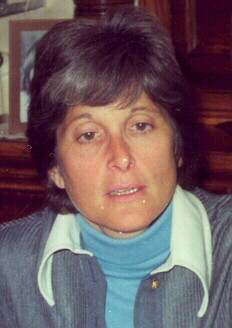
Maxine Kumin (1974)

Maxine Kumin  (* als Maxine Winokur, 6. Juni 1925 in Germantown (Philadelphia); † 6. Februar 2014 in Warner (New Hampshire)) war eine US-amerikanische Lyrikerin, die den Confessional Poets nahestand und den Pulitzer-Preis erhielt.
Kumin studierte 1942 bis 1946 am Radcliffe College (Bachelor-Abschluss). Statt mit einem Stipendium nach Grenoble zu gehen, heiratete sie 1946 Victor Kumin, mit dem sie drei Kinder bekam. 1948 erhielt sie ihren Master-Abschluss in vergleichender Literatur am Radcliffe College. Sie arbeitete als Freelance-Medizinjournalistin und veröffentlichte daneben Gedichte. Ein Durchbruch war die Veröffentlichung eines Gedichts 1953 im Christian Science Monitor. 1957 nahm sie an einem Lyrik-Workshop unter Leitung von John Holmes am Boston Center for Adult Education teil. Dort traf sie Anne Sexton, mit der sie eine lebenslange Freundschaft verband (sie trafen sich noch am Tag von deren Suizid 1974). 1958 bis 1968 unterrichtete sie an der Tufts University Englisch. Später unterrichtete sie auch Dichtung an Colleges in Neuengland.
1963 erwarb sie mit ihrem Mann eine Farm in New Hampshire, wohin sie 1976 permanent übersiedelten und Pferde züchteten. Viele ihrer Gedichte sind vom ländlichen Leben in New Hampshire inspiriert.
Von ihr stammen 18 Gedichtbände, zuerst 1961 Halfway und zuletzt 2014 And short the season. Neben Lyrik veröffentlichte sie Romane, Erzählungen, Essays, Kinderbücher (teilweise mit Anne Sexton).
2015 erschienen ihre Erinnerungen The Pawnbroker's Daughter.

## Ehrungen
- Eunice Tietjens Memorial Prize for Poetry (1972)
- Pulitzer-Preis für Dichtung (1973) für Up Country. Poems from New England (Harper and Row 1972)
- Aiken Taylor Award for Modern American Poetry (1995)
- Poets’ Prize 1994 (für Looking for Luck)
- American Academy and Institute of Arts and Letters Award for excellence in literature (1980)
- Academy of American Poets fellowship (1986)
- Ruth Lilly Poetry Prize (1999)
- 1981/82 Poetry Consultant to the Library of Congress (jetzt U.S. Poet Laureate genannt).

Außerdem war sie mehrfache Ehrendoktorin.